# Goera crassata
Goera crassata är en nattsländeart som beskrevs av Schmid 1965. Goera crassata ingår i släktet Goera och familjen grusrörsnattsländor. Inga underarter finns listade i Catalogue of Life.